# Blacus ambulans
Blacus ambulans är en stekelart som beskrevs av Alexander Henry Haliday 1835. Blacus ambulans ingår i släktet Blacus och familjen bracksteklar. Arten är reproducerande i Sverige. Inga underarter finns listade.